# 陈露颖
陈露颖（2006年11月11日—），福建人，中国女子游泳运动员，6岁时开始接触游泳，2019年加入福建省省队，曾获得2024年全国游泳冠军赛女子200米蝶泳银牌、2024年游泳世界杯上海站女子200米蝶泳银牌、2024年世界短池游泳锦标赛女子4×100米混合泳接力铜牌。